# Arianism

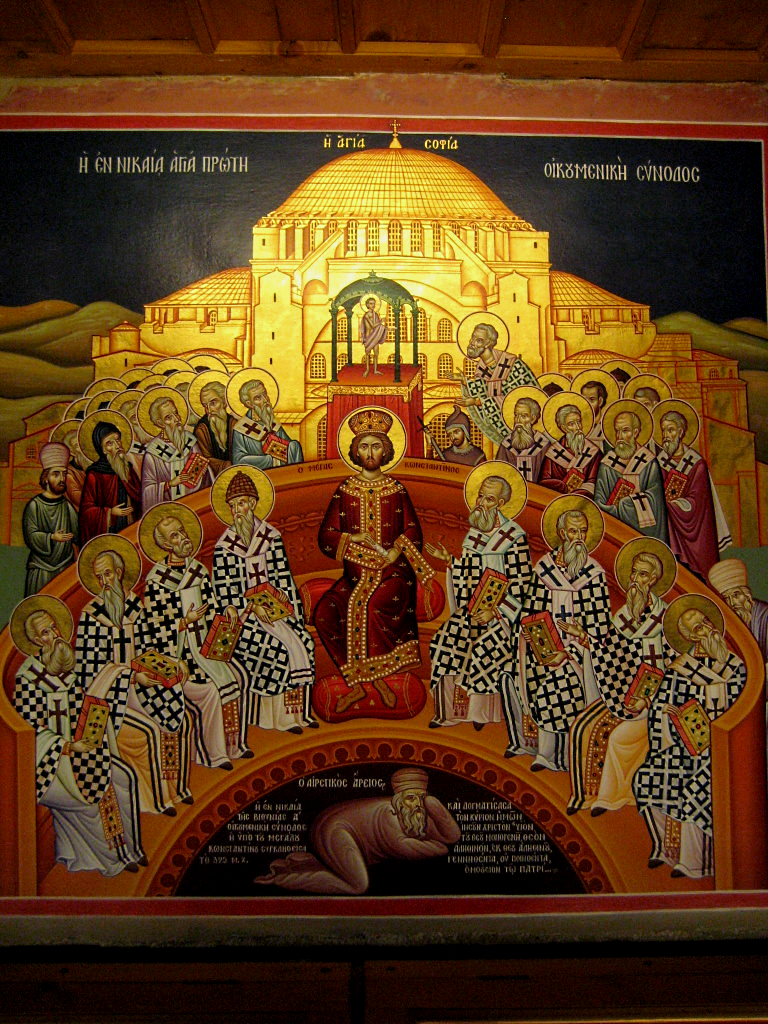
Icoană de la mănăstirea Mégalo Metéoron din Grecia, înfățișând Sinodul Ecumenic de la Niceea. În josul icoanei este reprezentat Arius, după ce a fost condamnat.

Arianismul este o învățătură creștină din secolul al IV-lea formulată de Arie din Alexandria, prezbiter în Alexandria, declarată erezie de o parte a participanților la Primul conciliu de la Niceea din anul 325. Arianismul susținea că Isus Cristos are caracter divin (este și el Dumnezeu), dar ar fi o ființă creată de Dumnezeu Tatăl în trecutul etern („a existat o vreme în care Fiul nu a existat”).

## Principii arianiste
Disputa s-a purtat între două interpretări bazate pe ortodoxia teologică a acelui moment. Deci era vorba de două interpretări la fel de ortodoxe care au intrat în conflict pentru a cuceri adepți și a defini noua ortodoxie. În concepția lui Arie, Dumnezeu Fiul era creatorul Universului. Arie susținea că Fiul este subordonat Tatălui, în timp ce episcopul Alexandru al Alexandriei susținea că Fiul este egalul Tatălui. Arie susținea homoiousia (Fiul și Tatăl sunt de substanță similară), în timp ce episcopul său, Alexandru susținea homoousia (Fiul și Tatăl sunt de aceeași substanță). Diferență de scriere era de o iota (literă grecească), dar diferența teologică era enormă. Alexandru a susținut că Dumnezeu nu se poate schimba, deci Fiul a existat dintotdeauna (altfel Dumnezeu ar fi suferit o schimbare, iar o ființă perfectă nu poate suferi schimbări).

## Împăratul Constantin
Pe plan religios, în 325 Constantin cel Mare a convocat la Niceea primul conciliu ecumenic al bisericii creștine, care a pus bazele dogmatice și canonice ale acestei religii, definind mai precis dogmele creștine drept răspuns la provocarea reprezentată de erezia ariană. Toți episcopii prezenți s-au declarat de acord cu pozițiile teologice majore propuse de protoortodoxie, dat fiind că în acel moment alte forme de creștinism fuseseră „deja excluse, suprimate, reformate sau distruse”. Deși protoortodocșii câștigaseră disputele anterioare, în urma definirii mai precise a ortodoxiei creștine ei au fost învinși în secolele al IV-lea și al V-lea de succesorii lor cu propriile lor arme, fiind în cele din urmă declarați eretici, nu pentru că ar fi combătut idei privite drept corecte, ci pentru că poziției lor îi lipseau precizia și rafinamentul teologic cerut de împăcarea unor teze contradictorii acceptate simultan de teologi.
Arianismul a fost respins de unii delegați la Conciliul de la Niceea, unde a fost formulat și Crezul Sfintei Treimi, ca apărare împotriva credinței ariene. Acest crez statuează că Fiul este „homoousion to patri” (de o ființă cu Tatăl, din aceeași substanță cu el). 
Despre Constantin se crede că a exilat pe cei care au refuzat să accepte Crezul de la Niceea — pe Arie, diaconul Euzoios, episcopii libieni Theonas de Marmarica și Secundus de Ptolemais — și, de asemenea, pe episcopii Eusebiu al Nicomidiei și Teognis al Niceei care semnaseră Crezul, dar refuzaseră să se alăture condamnării lui Arie. Împăratul a ordonat să fie arse exemplarele din Thalia, cartea în care Arie și-a exprimat învățăturile. Totuși, nu există dovezi să fi fost exilat fiul și succesorul său final, Constanțiu al II-lea, care era creștin arian.
Deși era hotărât să păstreze ceea ce biserica a definit la Niceea, Constantin dorea de asemenea pacificarea situației și a devenit ulterior mai tolerant cu cei condamnați și exilați de conciliu. Mai întâi i-a permis lui Eusebiu al Nicomidiei, care era protejatul sorei împăratului și lui Teognis să se întoarcă după ce au semnat mărturisiri de credință ambigue. Cei doi prieteni ai lui Arie, plus alți prieteni ai săi, au lucrat la reabilitarea lui Arie. La Primul Conciliu de la Tir din 335, ei i-au adus acuzații arhiepiscopului Atanasie I al Alexandriei, pe atunci episcop de Alexandria, principalul oponent al lui Arie; după aceasta Constantin l-a exilat pe Atanasie deoarece îl considera obstacol în calea reconcilierii. În același Conciliul de la Ierusalim, sub conducerea lui Constantin, l-a readmis în comuniune pe Arie în anul 336. Totuși Arie a murit pe parcursul călătoriei către Constantinopol. Unii istorici au sugerat că Arie ar fi fost otrăvit de dușmanii săi. Eusebiu și Teognis s-au bucurat în continuare de favorurile împăratului, iar când Constantin, care a fost catehumen cea mai mare parte a vieții sale adulte, a acceptat botezul pe patul său de moarte, el a fost botezat de Eusebiu al Nicomidiei.
Între anii 337-350, Constant a fost împărat în Vest și adept al creștinismului oficial, „dreptmăritor” (ortodox), iar Constantius al II-lea a fost împărat în Est, el fiind adept al arianismului. La Conciliul de la Antiohia (341) s-a scos din crez formularea „de aceeași ființă cu Tatăl". În 350 Constantius al II-lea a rămas singurul împărat al Imperiului Roman, iar adepții Crezului de la Niceea au fost persecutați. S-a ajuns atunci la decizia că Fiul era puțin diferit de Tatăl. La Conciliul de la Constantinopol din 360, expresia „cel de o ființă cu Tatăl” a fost înlocuită cu adjectivul „asemănător”. După moartea lui Constantius al II-lea, creștinii ortodocși (catolici), majoritari în Vest, și-au consolidat poziția față de arieni. În Est au avut loc persecuții împotriva creștinilor ortodocși, sub împăratul arian Valens (364-378), dar învățăturile lui Vasile cel Mare, Grigore de Nyssa și Grigore de Nazianz au revalidat crezul de la Niceea. Arianismul a fost învins definitiv, din punct de vedere teologic, în 381, când Sinodul al II-lea ecumenic de la Constantinopol l-a interzis în mod explicit, proclamând creștinismul ortodox drept religie oficială în Imperiul Roman. Dar curentul arian s-a mai menținut ca practică religioasă, mai ales în sânul populațiilor germanice din imperiu.

## Sfârșitul arianismului
Arianismul a continuat să existe la unele populații germanice până după sfârșitul secolului al V-lea. Unii istorici consideră că declinul și dispariția regatelor germanice (vandale, vizigote și ostrogote) vest-europene s-ar fi datorat faptului că regii lor germanici, fiind arianiști, erau considerați „păgâni” de restul creștinătății și astfel nu au primit nici un fel de sprijin din partea populației autohtone (preponderent catolic-ortodoxă).